# 폐선암
폐선암은 가장 흔한 유형의 폐암이며 다른 형태의 폐암과 마찬가지로 뚜렷한 세포 및 분자 특징이 특징이다. 이는 행동 및 예후가 다른 소세포 폐암 과 구별하기 위해 여러 비소세포폐암 (NSCLC) 중 하나로 분류된다. 폐 선암은 몇 가지 아형과 변이체로 더 분류된다. 이 특정 유형의 폐암의 징후와 증상은 다른 유형의 폐암과 유사하며 환자는 가장 일반적으로 지속적인 기침과 숨가쁨을 호소한다.
선암은 흡연 이력이 있는 환자에서 더 흔하며 젊은 여성과 아시아 인구에서 가장 흔한 형태의 폐암이다. 선암의 병태생리는 복잡하지만 일반적으로 건강한 폐에서 발견되는 세포에서 뚜렷한 이형 또는 불규칙한 세포로의 조직학적 진행을 따른다. 이 진행에 기여하는 몇 가지 뚜렷한 분자 및 유전 경로가 있다. 많은 폐암과 마찬가지로 폐의 선암종도 진단 시점에 진행되는 경우가 많다. 병변이나 종양이 컴퓨터단층촬영(CT) 또는 엑스선(X선) 같은 다양한 영상 기법으로 확인되면 진단을 확인하기 위해 생검이 필요하다.
이 폐암의 치료는 특정 아형과 원발성 종양에서 퍼진 정도를 기반으로 한다. 외과적 절제, 화학 요법, 방사선 요법, 표적 요법 및 면역 요법은 이러한 요인을 기반으로 암세포를 근절하기 위해 사용된다.

## 징후 및 증상
폐암 진단을 받은 대부분의 환자는 대개 국소 진행성 또는 전이성 질환을 가지고 있다. 환자의 약 3분의 1만이 진단을 받았을 때 1 기 질환이 있다. 환자가 나타내는 증상은 일반적으로 암이 퍼진 정도를 반영한다. 조기에 발견된 폐암은 호흡기에 국한된 증상을 유발할 수 있다. 그러나 진행된 폐암은 암이 다른 장기 시스템으로 퍼짐에 따라 이차적인 추가 징후와 증상을 경험하게 된다. 빈도가 높은 순서대로 폐암의 가장 흔한 징후는 다음과 같다.
- 사라지지 않거나 악화되는 기침
- 체중 감량
- 호흡곤란(호흡곤란 또는 호흡곤란)
- 심호흡, 기침 또는 웃음으로 악화될 수 있는 흉통
- 객혈(기침으로 피나 녹색 가래)[7]
- 뼈 통증
- 클럽 활동
- 열
- 일반적으로 피곤하거나 약한 느낌
- 상대 정맥 폐쇄 - 얼굴, 목, 상체 부종. 이것은 상체에서 혈액 반환을 제한하는 폐 종양에 의한 혈관계의 압박으로 인해 발생한다.[4]
- 연하 곤란(삼키는 데 문제가 있거나 목에 무언가 걸린 느낌) 및 쉰 목소리
- 천식의 병력이 없는 천명의 새로운 발병

임상의는 특히 흡연력이 있는 환자에서 폐암에 대해 높은 수준의 의심을 가져야 한다. 항생제에 반응하지 않는 재발성 또는 해결되지 않는 폐 감염(예: 기관지염 및 폐렴)이 있는 환자도 폐암에 대해 추가 평가를 받아야 한다. 비흡연자의 경우, 여성과 동아시아인은 더 젊은 나이에 기저 폐암의 증상을 나타낼 가능성이 더 높다. 중요하게도, 이러한 징후의 대부분은 일반적으로 암이 아닌 다른 원인으로 인해 발생한다. 추가 진단 정밀 검사 및 관리의 관련성을 결정하기 위해 각 환자로부터 상세한 병력을 수집해야 한다.
선암종은 다른 형태의 폐암과 마찬가지로 진단 당시 일반적으로 진행성 또는 전이성이다. 환자는 반드시 폐색 또는 전이로 인한 것은 아니지만, 악성 종양의 혈액학적 또는 대사적 합병증을 나타내는 호흡기 외부의 징후 또는 증상에 대해 불평할 수 있다. 이들은 종종 진행된 질병과 더 나쁜 예후를 나타내는 부신생물 증후군 이라는 이름으로 진행된다.  . 폐의 선암종과 관련된 가장 흔한 부신생물 증후군은 다음과 같다.
- 악성 고칼슘혈증은 폐의 편평 세포 암종에서 더 흔하지만 선암종에서도 발생할 수 있다. 부갑상선 호르몬 관련 펩타이드(PTHrP)는 종양 세포에서 생성되며 부갑상선 호르몬(PTH)과 유사하게 기능한다. 암세포에 의한 이 호르몬 활성 펩타이드의 생산은 뼈 리모델링을 담당하는 세포 중 하나인 파골세포의 상향 조절을 통해 뼈 흡수를 증가시킨다. 뼈가 분해되면 칼슘이 혈류로 방출되어 고칼슘혈증이 발생한다. 혈액 내 칼슘 증가의 징후 및 증상에는 갈증, 피로, 변비, 다뇨(배뇨 증가) 및 메스꺼움이 포함된다. 비소세포폐암 환자에서 골전이는 고칼슘혈증을 동반하기 때문에 배제하는 것이 중요하다.
- 비후성 폐 골관절병증(HPO) 은 선암종에서 상당히 드물다. 폐 선암 환자의 1% 미만에서 이러한 소견을 나타내지만, 발생하면 불량한 예후 인자이다. HPO의 정확한 기전은 알려져 있지 않지만 병인학에서는 호르몬 또는 신경인성으로 생각된다. HPO의 트라이어드는 원위 곤봉, 관절염 및 양측 대칭 골막 형성을 포함한다.[4]

## 원인
간호사 건강 연구( Nurses' Health Study )에 따르면 폐선암의 위험은 장기간의 흡연 후에 상당히 증가한다. 이전에 흡연 기간이 30~40년인 흡연자는 비흡연자에 비해 폐 선암에 걸릴 확률이 2배 이상 높다( 약 2.4의 상대 위험 ); 40년 이상의 기간은 상대 위험을 5로 증가시킨다.
이 암은 소세포 폐암 과 편평 세포 폐암과 달리 일반적으로 폐에서 말초적으로 나타난다. 둘 다 더 중앙에 위치하는 경향이 있지만 중심 병변으로도 발생할 수도 있다. 알 수 없는 이유로 말초 폐 흉터와 관련하여 종종 발생한다. 현재 이론은 흉터가 종양을 유발하기보다는 종양에 이차적으로 발생했을 가능성이 있다는 것이다. 선암은 흡연자에게서 발병률이 증가하고 비흡연자와 여성에게 나타나는 가장 흔한 유형의 폐암이다. 담배 연기를 깊숙이 흡입하면 폐 선암에서 흔히 발생하는 말초 병변이 발생한다. 일반적으로 선암은 다른 아형보다 더 천천히 자라며 더 작은 덩어리를 형성한다. 그러나 초기 단계에서 전이 되는 경향이 있다.

## 기전
TCGA(Cancer Genome Atlas) 와 같은 대규모 연구에서는 폐 선암종의 발병 및 발병을 유발할 수 있는 재발성 체세포 변화 를 체계적으로 특성화했다.
흡연은 강력한 돌연변이 유발 인자이기 때문에 폐 선암종은 돌연변이 수가 가장 많은 종양 유형 중 하나이다. 폐 선암종의 일반적인 체세포 돌연변이는 TP53 (사례의 46%에서 돌연변이됨), EGFR (27%), KRAS (32%), KEAP1, STK11 및 NF1 을 비롯한 많은 종양 유전자 및 종양 억제 유전자에 영향을 미친다. EGFR 및 KRAS 돌연변이는 상호 배타적인 방식으로 나타나는 경향이 있다. KRAS 돌연변이는 흡연 습관과 관련이 있는 반면 EGFR 돌연변이는 여성, 아시아계 및 비흡연자에서 더 자주 발생한다.
TERT, MDM2, EGFR, MET 및 MYC 와 같은 종양 유전자의 복제 수 증폭과 CDKN2A 와 같은 종양 억제 유전자의 결실이 보고되었다.
수용체 티로신 키나제 경로에 속하는 유전자에서 빈번한 변경이 발생하며, 그 중 EGFR이 가장 두드러진 예이다. 이 경로는 세포 증식 및 생존에 관여하며 종종 암에서 탈조절된다. 결과적으로 돌연변이 경로 성분을 억제하기 위한 표적 요법이 개발되었다.
3개의 막 관련 티로신 키나제 수용체( ALK, ROS1 및 RET )는 선암종 에서 융합 또는 재배열에 반복적으로 관여하며, 폐의 선암종에서도 80개 이상의 다른 전위가 보고되었다.
ALK 재배열에서 가장 일반적인 파트너 유전자는 EML4이다. EML4-ALK 융합은 EGFR 또는 KRAS 돌연변이를 보유하지 않고 TP53 돌연변이의 빈도가 낮은 종양에서 발생하는 경향이 있다. ALK 및 ROS 융합은 티로신 키나제 억제제를 사용한 표적 요법의 기회를 제공한다  .
기도는 전도기도와 가스 교환 기도의 두 가지 주요 구성 요소로 나눌 수 있다. 가스 교환 기도는 정상적인 호흡 동안 산소와 이산화탄소의 교환을 담당하는 작은 미세 기낭인 폐포 로 구성된다. 폐포는 유형 I 및 유형 II의 두 가지 세포 유형으로 구성된다. 유형 I 폐포는 폐포 표면의 95%를 덮고 재생될 수 없다. II형 폐포세포는 폐포 상피 내 세포의 60%를 구성하는 더 일반적이지만 폐포 표면의 3%만 구성한다.
정상적인 폐포 상피가 이형성 또는 전암성 병변으로 변형되는 데 기여하는 몇 가지 요인이 있다. 폐의 선암종은 II형 폐세포가 정상적인 세포 조절과 회전율을 방해하는 연속적인 분자 변화를 겪으면서 단계적으로 진행된다. 비정형 선종 증식증(AAH)은 전암성 병변으로 간주되며, 상피내 선암종 및 폐의 침습성 선암종으로 더 진행되는 것으로 생각된다. AAH의 병변은 <5 mm, 단일 또는 다중이 될 수 있으며 CT 영상에서 그라운드 유리 모양을 갖다. 더 많은 유전적 돌연변이와 정상 세포 신호전달 경로의 조절장애가 축적됨에 따라 AAH는 제자리 선암종(AIS)으로 진행될 수 있다. AIS 병변은 작은 종양 <3으로 분류된다. cm는 폐포 공간으로 제한되는 비정상 II형 폐세포 성장, 즉 기질, 흉막 또는 혈관계로의 침습이 없는 경우이다. 이러한 유형의 성장을 "백혈병"이라고 하며 초기 단계의 폐 선암의 특징이다.

## 진단
폐암의 진단은 특히 흡연력이 있는 사람의 전형적인 증상 에 근거하여 의심될 수 있다. 객혈 및 의도하지 않은 체중 감소와 같은 증상은 의료 영상 촬영 과 같은 추가 조사가 필요할 수 있다.
대부분의 폐암은 소세포폐암(SCLC) 또는 비소세포폐암(NSCLC)으로 특징지어질 수 있다. 폐 선암종은 NSCLC의 3가지 주요 아형 중 하나이며, 여기에는 편평 암종 및 대세포 암종 도 포함된다.
역사적으로 폐의 선암을 기술하는 가장 정확한 방법에 대해 많은 논쟁이 있었고 분류 체계의 여러 개정판이 발표되었다. 가장 최근에는 2011년에 국제 다학문적 분류의 폐 선암종 분류(International Multidisciplinary Classification of Lung Adenocarcinoma)가 발표되었으며 이 특정 유형의 폐암을 보다 정확하게 설명하기 위한 여러 조직의 합의를 나타낸다. 현재 분류 체계는 치료 관리의 예후와 결정을 보다 안정적으로 예측하는 것을 목표로 한다.

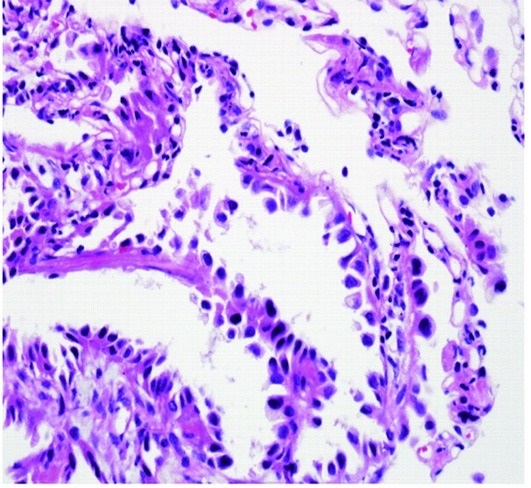
lepidic predominant adenocarcinoma의 조직 병리학.

가능하면 관련된 세포를 현미경으로 평가하기 위해 의심되는 폐 종양의 생검 을 수행하고 궁극적으로 진단을 확인하는 데 필요하다. 조직학적 진단을 확립하고 동시에 전이성 병기를 확인하기 위해 먼 병변에서 생검을 먼저 시도해야 한다. 생검 물질은 또한 종양이 표적 치료에 적합한 특정 돌연변이를 발현하는지 여부를 분석하는 데 사용된다(예: EGFR 돌연변이 또는 ALK 돌연변이). 생검은 기관지경, 경흉부 바늘 생검 및 비디오 보조 흉강경 수술(VATS)을 통해 수행할 수 있다.
객담 세포검사는 유용성이 제한적인 것으로 나타 났지만 흉수 천자 또는 초음파 유도 바늘을 사용한 흉수 흡인은 흉막 삼출 이 있을 때 수행해야 한다. 폐암이 매우 의심되는 환자의 흉막 흡인물에서 악성 세포가 확인되면 최종 진단 및 병기(폐의 IV기 선암)가 확립된다.

## 치료
폐 선암의 치료는 병기, 절제 가능성, 수행 상태, 조직학 및 개별 종양에 의해 획득된 게놈 변경을 포함한 여러 요인에 따라 다르다. 대부분의 암 유형과 마찬가지로 치료 방법은 수술, 화학 요법, 방사선 요법, 표적 요법 및 면역 요법의 5가지 범주로 크게 나눌 수 있다.
초기 단계(I, II 및 IIIA) 폐 선암종은 일반적으로 폐 절제술 또는 폐엽 절제술 로 종양을 제거하기 위해 외과적으로 치료되며, 영상 연구 및 생검으로 절제 가능한 것으로 확인되고 환자가 수술을 견딜 수 있다고 간주되는 경우이다. 비디오 보조 흉강경 수술(VATS)이 종종 채택된다. 이 수술은 흉부에 만든 작은 절개부 안에 흉강경을 삽입하는 것이다. 이 작은 절개를 통해 내시경을 통해 엽을 제거할 수 있다.
진행성(IV기) 및 절제 불가능한 폐 종양의 경우 1차 요법은 시스플라틴 또는 카보플라틴 을 다른 세포독성제와 조합하는 백금 기반 이중 화학요법이다. 요법은 각 환자의 수행 상태와 반응에 크게 의존하며, 부작용의 위험이 삶의 질을 크게 악화시킬 수 있는 경우 기본 지지 요법이 더 권장된다. 화학 요법은 또한 IIA기, IIB기 및 IIIA기 NSCLC 환자에서 남아 있는 암세포를 죽이기 위한 수술 후 보조 요법으로 사용된다.
선암종은 비소세포폐암종으로 소세포폐암종에 비해 방사선 치료에 대한 반응성이 낮 다. 그러나 방사선 요법은 폐암 재발 위험을 줄이기 위해 절제 수술을 받은 환자의 보조 요법으로 사용될 수 있다. 또한 수술이나 화학 요법에 반응하지 않는 환자의 삶의 질을 향상시키기 위해 흉부에 국한된 수술 불가능한 종양에 도움이 될 수 있으며 완화 치료의 일부가 될 수 있다.
특정 분자 특성을 가진 폐 선암종에는 표적 치료가 가능하다. 티로신 키나제 억제제 (TKI)는 폐 선암종에서 빈번한 변경을 나타내는 EGFR, ALK 및 ROS1과 같은 수용체 티로신 키나제 경로의 돌연변이 성분을 표적화하기 위해 개발되었다.
면역 반응은 리간드 단백질의 결합으로 구성된 면역 체크포인트 의 활성화를 통해 예방할 수 있다(예: PD-L1 ) 수용체(예: PD-1 ) 면역 세포 표면에. 결과적으로 PD-L1을 발현하는 암세포는 T 세포를 비활성화하여 종양 성장을 촉진할 수 있다. 면역 관문 억제제는 리간드 또는 수용체를 차단함으로써 T 세포 매개 항종양 면역을 회복시키기 위해 개발되었다.